# Rita Levi-Montalcini
Rita Levi-Montalcini (Turijn, 22 april 1909 – Rome, 30 december 2012) was een Joods-Italiaanse neurologe die in 1986, samen met haar collega Stanley Cohen, de Nobelprijs voor Fysiologie of Geneeskunde ontving vanwege hun ontdekking van groeifactoren. Zij werd in 2001 tot senator voor het leven benoemd in de Italiaanse Senaat en was tot haar dood de oudste nog levende Nobelprijswinnaar, en ook de eerste die minstens 100 jaar heeft mogen worden. Tevens was ze tot haar dood de oudste actieve politicus ter wereld. In Italië werd ze onderscheiden als "Cavaliere di Gran Croce Ordine al Merito della Repubblica Italiana" (Ridder van het grootkruis van verdienste van de Republiek Italië).

## Levensloop
Rita Levi-Montalcini werd, evenals haar tweelingzus Paola, in 1909 in Turijn geboren in een Sefardisch-Joodse familie. De tweelingzussen waren de jongsten van vier kinderen. Hun vader, Adamo Levi, was elektricien en een begaafd wiskundige. Hun moeder, Adele Montalcini, was een getalenteerd schilder en volgens Levi-Montalcini 'een voortreffelijk mens'.
Nadat een vriend van haar familie aan kanker was overleden, besloot Levi-Montalcini een medische opleiding te gaan volgen. Ondanks de bezwaren van haar vader, die van mening was dat een professionele carrière haar taken als vrouw en moeder in de weg zouden staan, studeerde ze vanaf 1930 medicijnen in Turijn. Nadat ze haar studie in 1936 summa cum laude had afgerond werd ze assistent van Giuseppe Levi, met wie ze samengewerkt had tijdens haar studie. In 1938 voerde Benito Mussolini echter een aantal antisemitische wetten in, die onder meer bepaalden dat het Joden niet langer was toegestaan academische functies uit te oefenen. Tijdens de Tweede Wereldoorlog voerde ze haar experimenten uit in een thuislaboratorium waarbij ze zich bezighield met de groei van axonen (zenuwen) in kippen-embryo's. Hiervoor had ze grote, bevruchte eieren nodig die ze op de fiets bij boeren uit de omgeving ophaalde. Die experimenten vormden de basis voor haar latere onderzoeken. Dit eerste genetisch laboratorium bevond zich in haar slaapkamer, en ook toen haar familie later naar Florence vluchtte, installeerde ze daar een thuislaboratorium. In 1945 keerde haar gezin terug naar Turijn.
In september 1946 nam Levi-Montalcini een uitnodiging aan om haar onderzoek een semester lang voort te zetten aan de Washington-universiteit in Saint Louis, onder supervisie van professor Viktor Hamburger. Aan die universiteit zou ze uiteindelijk dertig jaar lang verbonden blijven, en ze bereikte er in 1952 haar belangrijkste wetenschappelijke doorbraak; het isoleren van de groeifactor van zenuwcellen, het eiwit NGF, in de hersenen van embryo's.
In 1958 werd ze gepromoveerd tot professor. In 1962 zette ze een onderzoekseenheid op in Rome, en vanaf dat moment bracht ze haar tijd deels in St. Louis, en deels in Rome door. Van 1961 tot 1969 leidde ze het Onderzoekscentrum voor Neurobiologie (Consiglio Nazionale delle Ricerche) in Rome, en van 1969 tot 1978 stond ze daar aan het hoofd van het Laboratorium voor Cellulaire Biologie.
Rita Levi-Montalcini en haar onderzoeksgroep ontdekten in de periode 1993-1996 het werkingsmechanisme van de ontstekingsremmende en pijnstillende stof palmitoylethanolamide. Zij ontdekten dat deze endogene stof als een natuurlijke modulator van hyperactieve mestcellen fungeert, die de pro-inflammatoire werking van NGF tegengaat. Sinds hun eerste publicatie daarover is de wetenschappelijke interesse in palmitoylethanolamide sterk toegenomen.
Op 1 augustus 2001 werd ze benoemd tot senator voor het leven door de toenmalige president van Italië, Carlo Azeglio Ciampi. Wanneer ze niet in beslag werd genomen door haar wereldwijde academische activiteiten, nam ze actief deel aan de discussies in de Senaat.

## Belangrijke wetenschappelijk onderscheidingen
- In 1968 werd Levi-Montalcini als tiende vrouw opgenomen in de Amerikaanse National Academy of Sciences.
- In 1983 ontving ze de Louisa Gross Horwitz Prize van de Columbia-universiteit, samen met collega's Stanley Cohen en Viktor Hamburger.
- In 1986 ontving ze samen met Stanley Cohen de Nobelprijs voor Fysiologie of Geneeskunde. Daarmee was ze overigens de vierde Nobelprijswinnaar die van oorsprong tot de kleine Joodse minderheid in Italië behoorden, na Emilio Segrè, Salvador Luria (een van haar vrienden en collega's op de universiteit), en Franco Modigliani.
- In 1986 won ze, eveneens samen met Stanley Cohen, de Albert Lasker Award
- In 1987 ontving ze de National Medal of Science, de hoogste wetenschappelijke onderscheiding in de Verenigde Staten